# Grand Prix automobile du Japon 2018
GP précédent GP suivant
Le Grand Prix automobile du Japon 2018 (Formula 1 2018 Honda Japanese Grand Prix) disputé le 7 octobre 2018 sur le circuit de Suzuka, est la 993e épreuve du championnat du monde de Formule 1 courue depuis 1950. Il s'agit de la 34e édition du Grand Prix du Japon comptant pour le championnat du monde de Formule 1,  la trentième disputée à Suzuka et la dix-septième manche du championnat 2018.
Des gouttes de pluie éparses puis une averse plus franche pimentent la troisième phase des qualifications et piègent les pilotes Ferrari. Alors que Lewis Hamilton, qui a dominé les trois séances d'essais libres, tente sa chance en pneus lisses au moment idéal et réalise, en 1 min 27 s 760, sa huitième pole position de la saison et la quatre-vingtième de sa carrière, Sebastian Vettel et Kimi Räikkönen prennent d'abord la piste en pneus intermédiaires. Le temps de constater leur erreur, de rentrer au stand et de chausser des pneumatiques super tendres, ils ne sont plus en mesure de lutter contre les Mercedes. Vettel fait même un tout-droit dans une portion détrempée de la piste et échoue au neuvième rang ; il s'élance finalement de la quatrième ligne derrière Pierre Gasly, après la pénalisation d'Esteban Ocon, auteur du huitième temps. Räikkönen, quatrième, part en deuxième ligne, derrière Max Verstappen. La première ligne est occupée par les Flèches d'Argent comme une semaine plus tôt en  Russie, Valtteri Bottas se plaçant à 299 millièmes de seconde de son coéquipier. Romain Grosjean se hisse en troisième ligne avec Brendon Hartley, sixième, qui obtient le meilleur résultat de sa carrière en qualifications. La cinquième ligne est composée de Sergio Pérez et Charles Leclerc.
Lewis Hamilton, en tête du premier au cinquante-troisième tour remporte une quatrième victoire consécutive, sa neuvième de la saison, sa cinquième au Grand Prix du Japon et la soixante-et-onzième de sa carrière ; il peut désormais être sacré champion du monde pour la cinquième fois dès le Grand Prix suivant à Austin s'il marque huit points de plus que Sebastian Vettel, par exemple à l'occasion d'un nouveau doublé des Mercedes. Valtteri Bottas deuxième à treize secondes de son coéquipier, permet à son écurie d'obtenir un second doublé consécutif après celui réalisé en Russie. Sebastian Vettel, très bien parti, remonte rapidement depuis le huitième rang sur la grille ; au huitième tour, il chasse la troisième place de Max Verstappen au moment où la voiture de sécurité s'écarte après avoir mené la meute durant quatre boucles en raison de la présence de débris sur la piste. Lors d'une attaque trop optimiste à l'intérieur du virage Spoon, il percute la Red Bull, part en tête-à-queue et repart avant-dernier ; une nouvelle série de dépassements en deux temps, avant puis après son arrêt au stand, lui permet de revenir à la sixième place finale en réalisant le meilleur tour en course dans la dernière boucle. Verstappen effectue l'ensemble de l'épreuve en troisième position et termine juste derrière Bottas qui obtient le trentième podium de sa carrière. Daniel Ricciardo, parti quinzième sur la grille, dépasse Kimi Räikkönen lors des arrêts au stand pour le gain de la quatrième place. Sergio Pérez est à Suzuka le « meilleur des autres » en passant la ligne d'arrivée au septième rang, devant Romain Grosjean et Esteban Ocon. Carlos Sainz Jr. prend le meilleur sur Pierre Gasly à trois boucles de l'arrivée pour le point de la dixième place, à un tour du vainqueur.
Tirant à nouveau parti des errements de Vettel, Hamilton accroît encore son avantage au championnat du monde, qu'il mène avec 67 points d'avance sur son rival (331 à 264). Bottas (207 points) troisième, fait de même face à Räikkönen (196 points). À la cinquième place, Verstappen (173 points) devance Ricciardo (146 points) tandis que Sergio Pérez, Kevin Magnussen et Nico Hülkenberg suivent avec 53 points. Au classement des constructeurs, Mercedes Grand Prix (538 points) mène devant Ferrari (460 points) et Red Bull Racing (319 points) ; suivent Renault (92 points), Haas (84 points), McLaren (58 points), Racing Point Force India (53 points), Toro Rosso (30 points), Sauber (27 points) et Williams (7 points).

## Pneus disponibles
| Pneus pour piste sèche | Pneus pour piste sèche | Pneus pour piste sèche | Pneus pluie    | Pneus pluie |
| ---------------------- | ---------------------- | ---------------------- | -------------- | ----------- |
| Super tendres          | Tendres                | Médiums                | Intermédiaires | Pluie       |

## Essais libres

### Première séance, le vendredi de 10 h à 11 h 30
| Pos. | Pilote           | Voiture            | Chrono         | Écart     |
| ---- | ---------------- | ------------------ | -------------- | --------- |
| 1    | Lewis Hamilton   | Mercedes           | 1 min 28 s 691 |           |
| 2    | Valtteri Bottas  | Mercedes           | 1 min 29 s 137 | + 0 s 446 |
| 3    | Daniel Ricciardo | Red Bull-TAG Heuer | 1 min 29 s 373 | + 0 s 682 |
| 4    | Kimi Räikkönen   | Ferrari            | 1 min 29 s 627 | + 0 s 936 |
| 5    | Sebastian Vettel | Ferrari            | 1 min 29 s 685 | + 0 s 994 |
| 6    | Max Verstappen   | Red Bull-TAG Heuer | 1 min 29 s 841 | + 1 s 150 |

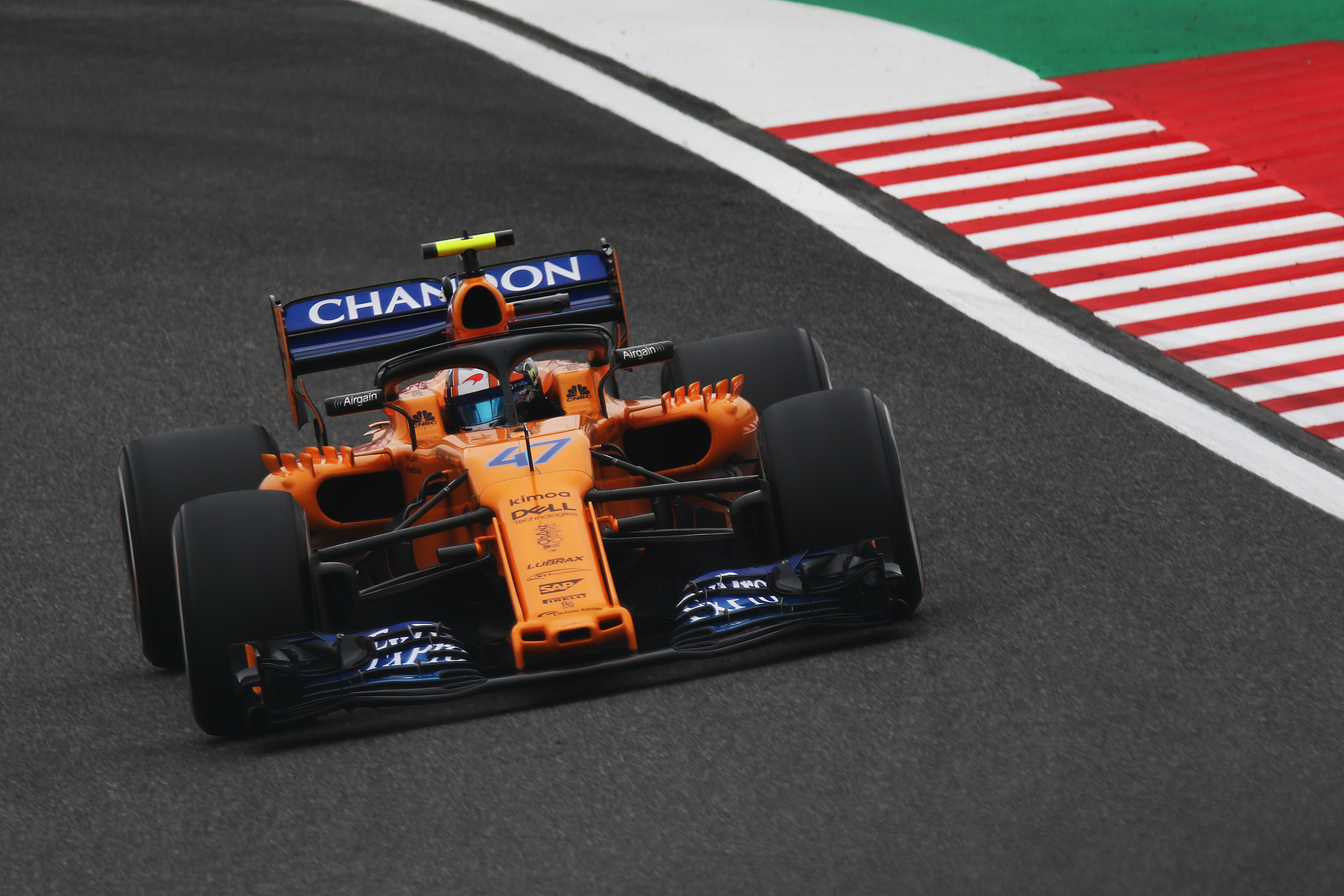
Lando Norris en essais libres lors du Grand Prix du Japon.

- Lando Norris, qui sera un pilote officiel McLaren en 2019, remplace Stoffel Vandoorne au volant de la MCL33 pour cette séance. Il réalise le vingtième et dernier temps, en 1 min 32 s 683[3].

### Deuxième séance, le vendredi de 14 h à 15 h 30

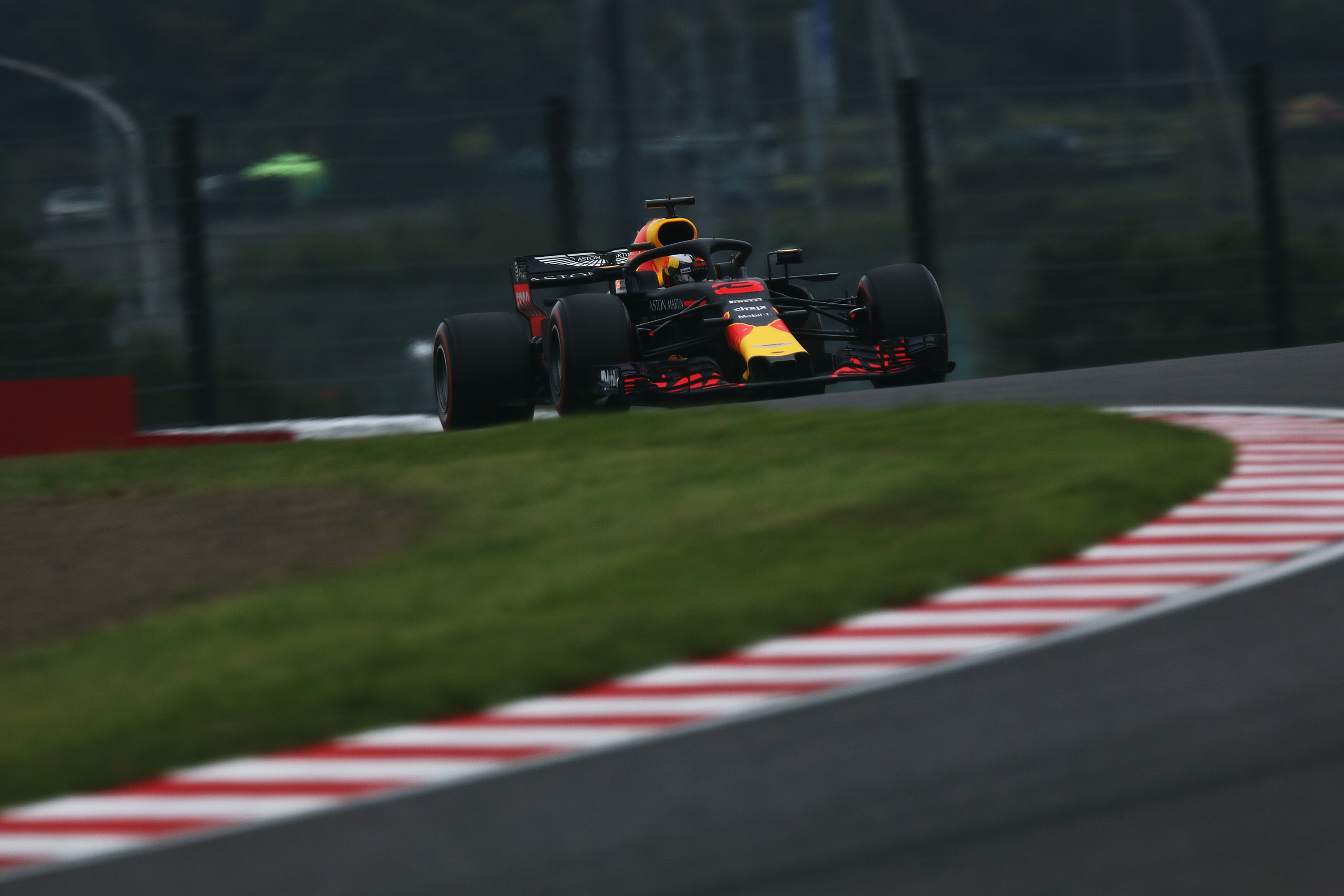
Daniel Ricciardo en essais libres lors du Grand Prix du Japon.

| Pos. | Pilote           | Voiture            | Chrono         | Écart     |
| ---- | ---------------- | ------------------ | -------------- | --------- |
| 1    | Lewis Hamilton   | Mercedes           | 1 min 28 s 217 |           |
| 2    | Valtteri Bottas  | Mercedes           | 1 min 28 s 678 | + 0 s 461 |
| 3    | Sebastian Vettel | Ferrari            | 1 min 29 s 050 | + 0 s 833 |
| 4    | Max Verstappen   | Red Bull-TAG Heuer | 1 min 29 s 257 | + 1 s 040 |
| 5    | Kimi Räikkönen   | Ferrari            | 1 min 29 s 498 | + 1 s 281 |
| 6    | Daniel Ricciardo | Red Bull-TAG Heuer | 1 min 29 s 513 | + 1 s 296 |

### Troisième séance, le samedi de 12 h à 13 h

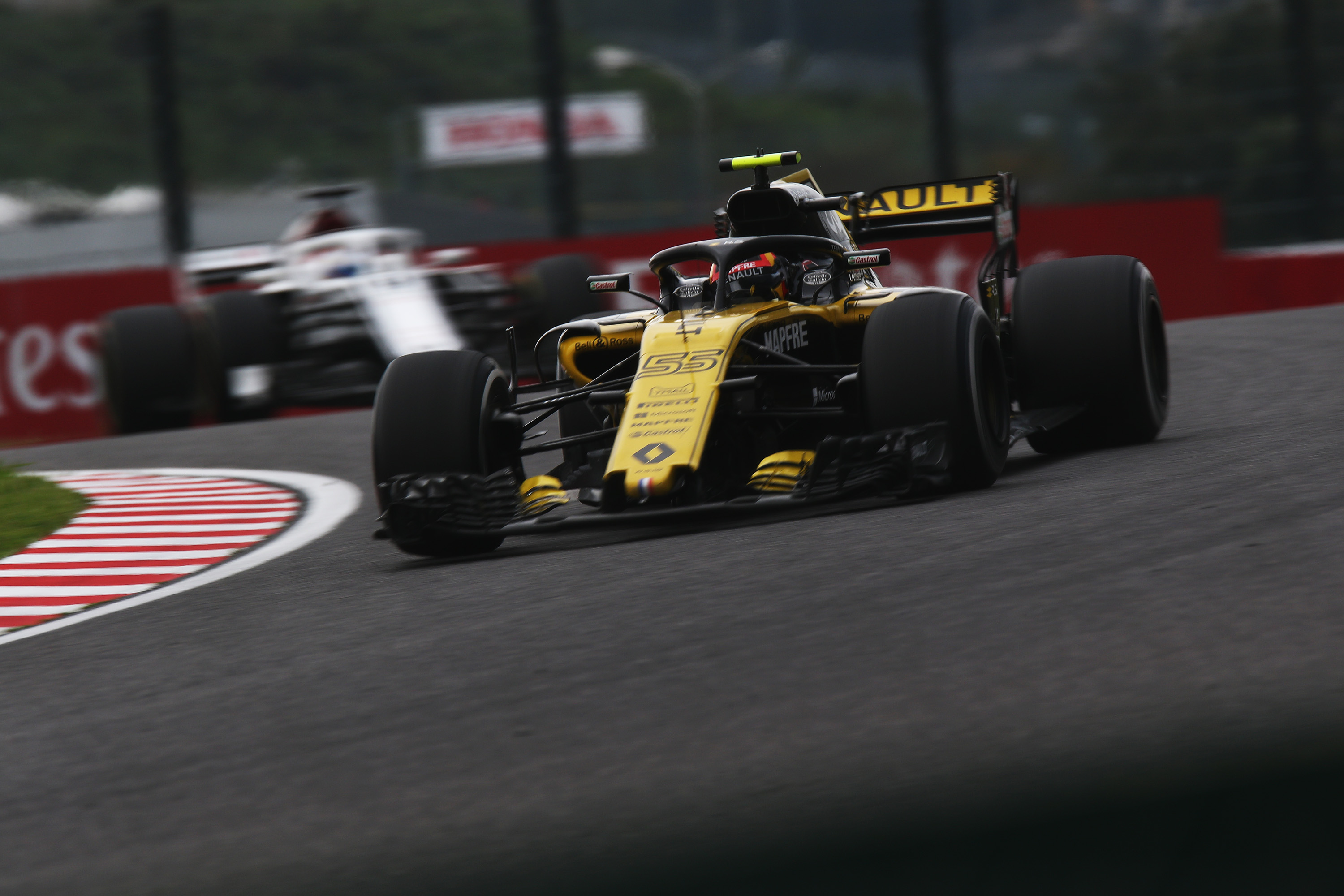
Carlos Sainz en essais libres lors du Grand Prix du Japon.

| Pos. | Pilote           | Voiture            | Chrono         | Écart     |
| ---- | ---------------- | ------------------ | -------------- | --------- |
| 1    | Lewis Hamilton   | Mercedes           | 1 min 29 s 599 |           |
| 2    | Sebastian Vettel | Ferrari            | 1 min 29 s 715 | + 0 s 116 |
| 3    | Kimi Räikkönen   | Ferrari            | 1 min 30 s 054 | + 0 s 455 |
| 4    | Max Verstappen   | Red Bull-TAG Heuer | 1 min 30 s 304 | + 0 s 705 |
| 5    | Valtteri Bottas  | Mercedes           | 1 min 30 s 422 | + 0 s 823 |
| 6    | Daniel Ricciardo | Red Bull-TAG Heuer | 1 min 30 s 474 | + 1 s 489 |

## Séance de qualifications

### Résultats des qualifications
| Pos.                                                                                      | Pilote            | Écurie                            | Qualifications 1 | Qualifications 2 | Qualifications 3 |
| ----------------------------------------------------------------------------------------- | ----------------- | --------------------------------- | ---------------- | ---------------- | ---------------- |
| 1                                                                                         | Lewis Hamilton    | Mercedes                          | 1 min 28 s 702   | 1 min 28 s 717   | 1 min 27 s 760   |
| 2                                                                                         | Valtteri Bottas   | Mercedes                          | 1 min 29 s 297   | 1 min 27 s 987   | 1 min 28 s 059   |
| 3                                                                                         | Max Verstappen    | Red Bull-TAG Heuer                | 1 min 29 s 480   | 1 min 28 s 849   | 1 min 29 s 057   |
| 4                                                                                         | Kimi Räikkönen    | Ferrari                           | 1 min 29 s 631   | 1 min 28 s 595   | 1 min 29 s 521   |
| 5                                                                                         | Romain Grosjean   | Haas-Ferrari                      | 1 min 29 s 724   | 1 min 29 s 678   | 1 min 29 s 761   |
| 6                                                                                         | Brendon Hartley   | Toro Rosso-Honda                  | 1 min 30 s 248   | 1 min 29 s 848   | 1 min 30 s 023   |
| 7                                                                                         | Pierre Gasly      | Toro Rosso-Honda                  | 1 min 30 s 137   | 1 min 29 s 810   | 1 min 30 s 093   |
| 8                                                                                         | Esteban Ocon      | Racing Point Force India-Mercedes | 1 min 29 s 899   | 1 min 29 s 538   | 1 min 30 s 126   |
| 9                                                                                         | Sebastian Vettel  | Ferrari                           | 1 min 29 s 049   | 1 min 28 s 279   | 1 min 32 s 192   |
| 10                                                                                        | Sergio Pérez      | Racing Point Force India-Mercedes | 1 min 30 s 247   | 1 min 29 s 567   | 1 min 37 s 229   |
| 11                                                                                        | Charles Leclerc   | Sauber-Ferrari                    | 1 min 29 s 706   | 1 min 29 s 864   |                  |
| 12                                                                                        | Kevin Magnussen   | Haas-Ferrari                      | 1 min 30 s 219   | 1 min 30 s 226   |                  |
| 13                                                                                        | Carlos Sainz Jr.  | Renault                           | 1 min 30 s 236   | 1 min 30 s 490   |                  |
| 14                                                                                        | Lance Stroll      | Williams-Mercedes                 | 1 min 30 s 317   | 1 min 30 s 714   |                  |
| 15                                                                                        | Daniel Ricciardo  | Red Bull-TAG Heuer                | 1 min 29 s 806   | Pas de temps     |                  |
| 16                                                                                        | Nico Hülkenberg   | Renault                           | 1 min 30 s 361   |                  |                  |
| 17                                                                                        | Sergey Sirotkin   | Williams-Mercedes                 | 1 min 30 s 372   |                  |                  |
| 18                                                                                        | Fernando Alonso   | McLaren-Renault                   | 1 min 30 s 573   |                  |                  |
| 19                                                                                        | Stoffel Vandoorne | McLaren-Renault                   | 1 min 31 s 041   |                  |                  |
| 20                                                                                        | Marcus Ericsson   | Sauber-Ferrari                    | 1 min 31 s 213   |                  |                  |
| Temps minimal à réaliser pour la qualification : 1 min 34 s 911 (107 % de 1 min 28 s 702) |                   |                                   |                  |                  |                  |

### Grille de départ
- Esteban Ocon, auteur du huitième temps des qualifications, est pénalisé d'un recul de trois places sur la grille de départ pour avoir repris de la vitesse sous drapeau rouge lors de la dernière séance d'essais libres après l'accident de Nico Hülkenberg ; il s'élance de la onzième position[7],[8].
- Marcus Ericsson, auteur du vingtième temps des qualifications, est pénalisé d'un recul de dix places pour l'utilisation de nouveaux éléments du groupe propulseur et de cinq places supplémentaires après le changement de sa boîte de vitesses ; il s'élance de la dernière position, ce qui ne change rien à sa situation initiale[7],[9].

## Course

### Classement de la course
| Pos. | no | Pilote            | Écurie                            | Tours | Temps/Abandon                                       | Grille | Points |
| ---- | -- | ----------------- | --------------------------------- | ----- | --------------------------------------------------- | ------ | ------ |
| 1    | 44 | Lewis Hamilton    | Mercedes                          | 53    | 1 h 27 min 17 s 062 (211,358 km/h)                  | 1      | 25     |
| 2    | 77 | Valtteri Bottas   | Mercedes                          | 53    | + 12 s 919                                          | 2      | 18     |
| 3    | 33 | Max Verstappen    | Red Bull-TAG Heuer                | 53    | + 14 s 285 (dont 5 s de pénalité purgées en course) | 3      | 15     |
| 4    | 3  | Daniel Ricciardo  | Red Bull-TAG Heuer                | 53    | + 19 s 495                                          | 15     | 12     |
| 5    | 7  | Kimi Räikkönen    | Ferrari                           | 53    | + 50 s 998                                          | 4      | 10     |
| 6    | 5  | Sebastian Vettel  | Ferrari                           | 53    | + 1 min 09 s 873                                    | 8      | 8      |
| 7    | 11 | Sergio Pérez      | Racing Point Force India-Mercedes | 53    | + 1 min 19 s 379                                    | 9      | 6      |
| 8    | 8  | Romain Grosjean   | Haas-Ferrari                      | 53    | + 1 min 27 s 198                                    | 5      | 4      |
| 9    | 31 | Esteban Ocon      | Racing Point Force India-Mercedes | 53    | + 1 min 28 s 055                                    | 11     | 2      |
| 10   | 55 | Carlos Sainz Jr.  | Renault                           | 52    | + 1 tour                                            | 13     | 1      |
| 11   | 10 | Pierre Gasly      | Toro Rosso-Honda                  | 52    | + 1 tour                                            | 7      |        |
| 12   | 9  | Marcus Ericsson   | Sauber-Ferrari                    | 52    | + 1 tour                                            | 20     |        |
| 13   | 28 | Brendon Hartley   | Toro Rosso-Honda                  | 52    | + 1 tour                                            | 6      |        |
| 14   | 14 | Fernando Alonso   | McLaren-Renault                   | 52    | + 1 tour (dont 5 s de pénalité purgées en course)   | 18     |        |
| 15   | 2  | Stoffel Vandoorne | McLaren-Renault                   | 52    | + 1 tour                                            | 19     |        |
| 16   | 35 | Sergey Sirotkin   | Williams-Mercedes                 | 52    | + 1 tour                                            | 17     |        |
| 17   | 18 | Lance Stroll      | Williams-Mercedes                 | 52    | + 1 tour                                            | 14     |        |
| Abd. | 16 | Charles Leclerc   | Sauber-Ferrari                    | 38    | Dégâts consécutifs à une sortie de piste            | 10     |        |
| Abd. | 27 | Nico Hülkenberg   | Renault                           | 37    | Moteur                                              | 16     |        |
| Abd. | 20 | Kevin Magnussen   | Haas-Ferrari                      | 8     | Dégâts consécutifs à une crevaison                  | 12     |        |

### Pole position et record du tour
- Pole position :  Lewis Hamilton (Mercedes) en 1 min 27 s 760 (238,209 km/h)[11].
- Meilleur tour en course :  Sebastian Vettel (Ferrari) en 1 min 32 s 318 (226,448 km/h) au cinquante-troisième tour[12].

### Tours en tête
- Lewis Hamilton (Mercedes) : 53 tours (1-53)[13]

## Classements généraux à l'issue de la course
| Pos. | Pilote            | Écurie                            | Points |
| ---- | ----------------- | --------------------------------- | ------ |
| 1    | Lewis Hamilton    | Mercedes                          | 331    |
| 2    | Sebastian Vettel  | Ferrari                           | 264    |
| 3    | Valtteri Bottas   | Mercedes                          | 207    |
| 4    | Kimi Räikkönen    | Ferrari                           | 196    |
| 5    | Max Verstappen    | Red Bull-TAG Heuer                | 173    |
| 6    | Daniel Ricciardo  | Red Bull-TAG Heuer                | 146    |
| 7    | Sergio Pérez      | Racing Point Force India-Mercedes | 53     |
| 8    | Kevin Magnussen   | Haas-Ferrari                      | 53     |
| 9    | Nico Hülkenberg   | Renault                           | 53     |
| 10   | Fernando Alonso   | McLaren-Renault                   | 50     |
| 11   | Esteban Ocon      | Racing Point Force India-Mercedes | 49     |
| 12   | Carlos Sainz Jr.  | Renault                           | 39     |
| 13   | Romain Grosjean   | Haas-Ferrari                      | 31     |
| 14   | Pierre Gasly      | Toro Rosso-Honda                  | 28     |
| 15   | Charles Leclerc   | Sauber-Ferrari                    | 21     |
| 16   | Stoffel Vandoorne | McLaren-Renault                   | 8      |
| 17   | Lance Stroll      | Williams-Mercedes                 | 6      |
| 18   | Marcus Ericsson   | Sauber-Ferrari                    | 6      |
| 19   | Brendon Hartley   | Toro Rosso-Honda                  | 2      |
| 20   | Sergey Sirotkin   | Williams-Mercedes                 | 1      |

| Pos.  | Écurie                            | Points |
| ----- | --------------------------------- | ------ |
| 1     | Mercedes                          | 538    |
| 2     | Ferrari                           | 460    |
| 3     | Red Bull-TAG Heuer                | 319    |
| 4     | Renault                           | 92     |
| 5     | Haas-Ferrari                      | 84     |
| 6     | McLaren-Renault                   | 58     |
| 7     | Racing Point Force India-Mercedes | 43     |
| 8     | Toro Rosso-Honda                  | 30     |
| 9     | Sauber-Ferrari                    | 27     |
| 10    | Williams-Mercedes                 | 7      |
| Exclu | Force India-Mercedes              | 59     |

## Statistiques
Le Grand Prix du Japon 2018 représente :
- la 80e pole position de Lewis Hamilton, sa huitième de la saison et sa quatrième au Japon[16] ;
- la 71e victoire de Lewis Hamilton, sa neuvième de la saison, sa quatrième consécutive et sa cinquième au Grand Prix du Japon[17] ;
- le 14e Grand Prix mené de bout en bout par Lewis Hamilton[18] ;
- le 30e podium de Valtteri Bottas[19] ;
- la 85e victoire de Mercedes Grand Prix en tant que constructeur[20] ;
- la 171e victoire de Mercedes en tant que motoriste[21] ;
- le 44e doublé de Mercedes[22].

Au cours de ce Grand Prix :
- Daniel Ricciardo est élu « Pilote du jour » à l'issue d'un vote organisé sur le site officiel de la Formule 1[23] ;
- Tom Kristensen, nonuple vainqueur des 24 Heures du Mans et sextuple vainqueur des 12 Heures de Sebring a été nommé conseiller par la FIA pour aider dans leurs jugements le groupe des commissaires de course[24].